# Бэвир, Джон
Джон Бэвир, Джон Бивер (англ. John Bevere); (2 июня 1959 года) — пятидесятник, проповедник и автор многих литературных христианских бестселлеров. Он и его жена, Лиза, также писатель и проповедник, основали «служение Джона Бивера» (англ. John Bevere Ministries) в 1990 году. Служение со временем переросло в интернациональное, офисы его служения есть в Англии, Австралии и США.
Джон Бивер и Лиза Бивер с четырьмя сыновьями живут в Колорадо.